# Веселе Друге
Весе́ле Друге — село в Україні, в Асканія-Новій селищній громаді Каховського району Херсонської області. Населення становить 100 осіб.

## Географія
Село Веселе-Друге розташоване на відстані 5 км від села Хлібодарівка.

## Історія
З розповіді корінних жителів села Веселе — село засновано до 30-х років ХХ століття (уточнити рік не вдалося). Ще його називали Скотоводом.
Заселяли село сім'ї із сіл Чаплинського району: Чаплинки, Строганівки, Григорівки, Хрестівки, Ясної Поляни, Павлівки, Іванівки. Також були сім'ї з Західної України.
Село Веселе-Друге було відділенням № 4 радгоспу «Чаплинський», підпорядковувалось Хрестівській сільській раді Чаплинського району.
В 1970 році радгосп «Чаплинський» розділили на три господарства. Одне з них радгосп ім. І.Кудрі, а село Веселе-Друге стало відділенням № 2 цього ж радгоспу.
В селі була початкова школа, сільський будинок культури, фельдшерсько-акушерський пункт, з 1963 року по 1972 рік в сільській конторі розміщалась бібліотека. Тепер на території села Веселе-Друге цих будівель немає. Як і немає школи, клубу, контори, немає в селі і магазину.
В селі Веселе — Друге до 1992 року функціонував машинно-тракторний парк, ремонтна майстерня, вирощувались зернові та кормові культури, ріс гарний фруктовий сад.
Люди працювали на молочно-товарній фермі. Поголів'я корів було до 200 голів, молодняка ВРХ — до 1000 голів, овець — до 1000 голів, свиней — до 2000 голів, коней — 20 голів.
Село Хлібодарівка розбудувалось і майже всі корені жителі села Веселе-Друге переїхали жити до Хлібодарівки. А в зв'язку з банкрутством колгоспу імені Кудрі не стало і відділку № 2, а навколо села Веселе-Друге розташовані фермерські господарства.

## Сьогодення
У даний час в селі Веселе-Друге залишилось 11 домогосподарств, 30 осіб населення. Люди живуть за рахунок підсобного господарства. В селі є електричне освітлення, водогін, вода подається населенню 5 годин на добу.
24 лютого 2022 року село тимчасово окуповане російськими військами під час російсько-української війни.

## Населення
Згідно з переписом УРСР 1989 року чисельність наявного населення села становила 127 осіб, з яких 59 чоловіків та 68 жінок.
За переписом населення України 2001 року в селі мешкало 100 осіб.

### Мова
Розподіл населення за рідною мовою за даними перепису 2001 року:
| Мова       | Відсоток |
| ---------- | -------- |
| українська | 98,00 %  |
| російська  | 2,00 %   |